# Markenanwalt
Markenanwalt ist eine Berufsbezeichnung, welche für verschiedene Berufsgruppen verwendet wird. Sie wird als Hinweis auf anwaltliche Beratungskompetenz im Bereich des Markenrechts verwendet von Patentanwälten sowie von Rechtsanwälten, insbesondere von Fachanwälten für gewerblichen Rechtsschutz. Während Patentanwälte Markenstreitigkeiten vor den ordentlichen Gerichten nicht führen dürfen, sind sowohl Patentanwälte als auch Rechtsanwälte befugt, in den verschiedenen Amtsverfahren vor dem DPMA um die Eintragung bzw. die Löschung von Marken aufzutreten.
Die Bezeichnung als Fachanwalt für Markenrecht kann irreführend sein, wenn damit eine Spezialkompetenz beschrieben wird, die es aber tatsächlich nicht gibt. In der Vergangenheit haben immer mal wieder falsche Fachanwaltsbezeichnungen für Verwirrung gesorgt. So hat das Landgericht Hamburg Anwaltswerbung mit dem Titel „Fachanwalt für Markenrecht“ oder „Fachanwalt: Markenrecht“ als irreführende Werbung eingestuft und für unzulässig erklärt. Einen „Fachanwalt für Markenrecht“ gibt es in Deutschland nicht.
Der Verband Schweizerischer Patent- und Markenanwälte VSP verlangt für die Mitgliedschaft als Markenanwalt VSP neben dem abgeschlossenen juristischen Studium eine „mindestens fünfjährige Praxis im Markenrecht in der Schweiz vor dem Institut für Geistiges Eigentum sowie über eine mehrheitlich im Markenrecht erfolgende Tätigkeit“.